# Amiserica malickyi
Amiserica malickyi är en skalbaggsart som beskrevs av Ahrens 2003. Amiserica malickyi ingår i släktet Amiserica och familjen Melolonthidae. Inga underarter finns listade i Catalogue of Life.